# Osteocephalus vilarsi
Espèce
Synonymes
- Hyla vilarsi Melin, 1941

Osteocephalus vilarsi est une espèce d'amphibiens de la famille des Hylidae.

## Répartition
Cette espèce est endémique du Brésil. Elle se rencontre vers Taracuá en Amazonas.

## Étymologie
Cette espèce est nommée en l'honneur d'Arthur Vilars.

## Publication originale
- Melin, 1941 : Contributions to the knowledge of the Amphibia of South America. Göteborgs Kungliga Vetenskaps och Vitter-Hets Samhalles Handlingar, vol. 88, p. 1–71 (texte intégral).